# Толубєєв Юрій Володимирович
Юрій Володимирович Толубєєв (18 квітня (1 травня) 1906, Санкт-Петербург — 28 грудня 1979, Ленінград) — радянський актор театру і кіно. Герой Соціалістичної Праці (1976). Народний артист СРСР (1956). Лауреат Ленінської (1959), Сталінської премії II ступеня (1947) і Державної премії РРФСР ім. К. С. Станіславського (1969). Кавалер двох орденів Леніна (1971, 1976).

## Біографія
Юрій Толубєєв народився в 1906 році (за іншими джерелами — в 1905-м [3]) в Санкт-Петербурзі.
У 1925 році закінчив 103-ю Радянську єдину трудову школу I і II ступені (СЕТШ) Володарського району Ленінграда (нині — гімназія № 155 Центрального району Санкт-Петербурга). У 1929 році закінчив Ленінградський технікум сценічних мистецтв (курс Л. С. Вівьена).
У 1926—1927 роках служив в Експериментальному театрі В. Н. Всеволодскій-Гернгросса, в 1927—1928 — в Театрі стажистів (Театр ТСИ), в 1928—1932 — в Театрі акторської майстерності під керівництвом Л. С. Вівьена (з 1931 року — філія Ак-драми). У 1932—1933 роках виступав на сцені Самарського крайового драматичного театру, в 1933—1935 — Ленінградського окружного театру Червоної Армії, в 1935—1941 — Червоного театру й освіченого після його злиття з Театром робочої молоді в 1936 році Театру імені Ленінського комсомолу в Ленінграді. Потім понад тридцять років, з 1942 по 1978 рік, виступав на сцені Театру драми ім. А. С. Пушкіна (нині Олександрійський театр); в 1978—1979 роках служив у Великому драматичному театрі.
У кіно актор почав зніматися в 1935 році, зігравши першу свою роль у фільмі «Повноліття». У числі його ранніх робіт помітне місце займають характери цільних людей з народу, «рядових революції», — наприклад, в картинах «Виборзька сторона», «Людина з рушницею».
Кращі свої ролі, що стали справді класичними, зіграв в екранізаціях творів класичної літератури: Полоній в «Гамлеті» і Городничий у «Ревізорі» стали повторенням його театрального успіху. У всьому світі отримав визнання створений актором і Н. К. Черкасовим незабутній дует Санчо Панси і Дон Кіхота в картині «Дон Кіхот», поставленої Г. М. Козинцевим. Цікаві також роботи актора у фільмах Н. Б. Бирмана — слідчого Пилипенко в детективі «Аварія» та техніка Кузьмичова у військовій стрічці «Хроніка пікіруючого бомбардувальника»
Юрій Толубєєв помер 28 грудня 1979 року в Ленінграді. Похований на Літераторських містках Волковського цвинтаря.

## Приватне життя
Першим шлюбом був одружений з дочкою свого театрального педагога і багаторічного художнього керівника Театру драми імені А. С. Пушкіна Леоніда Вівьена.
Другою дружиною була акторка того ж театру Тамара Альошина (1919—1999), заслужена артистка РРФСР (1957). У цьому шлюбі народився син — Андрій Толубєєв (1945—2008), актор. Народний артист РРФСР (1991).
Третя дружина — Галина, їхня дочка — Людмила, перекладачка англійської мови; внучка — Олександра, ведуча програм на СПб ТБ, медійна діячка, дочка від шлюбу Людмили з Сергієм Ігнатійовичем Курочкіним, інженером (1950—1983).

## Фільмографія
- 1935 — Повноліття
- 1936 — На відпочинку
- 1977 — Фронт за лінією фронту